# قادر أباد (تشهار دولي)
قادر أباد (بالفارسية: قادر آباد) هي قرية تقع في إيران في Chaharduli Rural District. يقدر عدد سكانها بـ 359 نسمة بحسب إحصاء 2016.